# Тишоминго (округ)
Округ Тишоминго (англ. Tishomingo County) — округ штата Миссисипи, США. Население округа на 2000 год составляло 19163 человек. Административный центр округа — город Айюка.

## История
Округ Тишоминго основан в 1836 году.

## География
Округ занимает площадь 1098.2 км2.

## Демография
Согласно переписи населения 2000 года, в округе Тишоминго проживало 19163 человек (данные Бюро переписи населения США). Плотность населения составляла 17.4 человек на квадратный километр.